# Jaworze Dolne
Jaworze Dolne – wieś w Polsce położona w województwie podkarpackim, w powiecie dębickim, w gminie Pilzno.
| SIMC    | Nazwa       | Rodzaj    |
| ------- | ----------- | --------- |
| 0825918 | Leśniczówka | część wsi |
| 0825924 | Złotoryja   | część wsi |

W latach 1975–1998 miejscowość administracyjnie należała do województwa tarnowskiego.
Wieś leży na prawym (wschodnim) brzegu Wisłoki w sąsiedztwie wzniesień pokrytych lasem.  Jaworze Dolne i Górne leżą w granicach Obszaru Chronionego Krajobrazu Pogórza Ciężkowickiego.
Wierni kościoła rzymskokatolickiego należą do parafii Narodzenia Najświętszej Maryi Panny w Dobrkowie w dekanacie Pilzno, diecezji tarnowskiej.
19 lutego 1944 Gestapo i policja niemiecka zabiła kilku mieszkańców podejrzanych o ukrywanie Żyda Mendela Elisteina. Ofiary Niemców to Maria Kałuża, Jan Psioda, Wiktoria Psioda, Józef Ryba i sam Mendel Elistein.